# Матханг-Чабусе, Карабо
Карабо Матханг-Чабусе (1987/88 г.р.) — юристка и футбольный агент. В 2009 году она стала первой южноафриканской женщиной-футбольным агентом, аккредитованной ФИФА. В 2007 году основала компанию спортивного менеджмента Pmanagement.

## Личная жизнь
Матханг-Чабусе родилась в Восточном Орландо, Соуэто, Южная Африка. Её отец работает в сфере экономического развития в Йоханнесбурге. В детстве Матханг-Чабусе жила в трёх домах от Джомо Соно. Она посетила свой первый футбольный матч в 5 лет и потом часто посещала футбольные матчи со своим нынешним мужем Джози и Нонхланлой Нкоси, который позже стал менеджером по маркетингу Кайзер Чифс. Матханг-Чабусе решила бросить играть в футбол в старшей школе. У неё степень бакалавра в области СМИ и международных отношений Витватерсрандского университета, а в 2014 году она получила там же степень юриста. У Матханг-Чабусе двое детей. В настоящее время она практикующий прокурор Высшего суда Южной Африки.

## Карьера
В 2007 году Матханг вместе со своим нынешним мужем Джози и Нонхланхлой Нкоси, менеджером по маркетингу Кайзер Чифс, открыла собственную компанию по спортивному менеджменту Pmanagement. Компания была создана для поиска среди футболистов-любителей талантливых игроков для профессионального спорта. Её компания нашла таких игроков, как Аманда Дламини, Тендай Ндоро и Рональд Кампамба. Нкоси покинул Pmanagement в 2012 году.
При подаче заявления на должность профессионального футбольного агента ей пришлось выплатить 1 миллион рэндов страхового возмещения Южноафриканской футбольной ассоциации на деньги, которые заработала её компания. В 2009 году в возрасте 21 года Матханг стала первой женщиной-футбольным агентом в Южной Африке, получившей аккредитацию ФИФА и SAFA. До этого она дважды провалила агентский экзамен. В 2015 году Матханг-Чабусе создала Ассоциацию аккредитованных агентов, чтобы попытаться решить проблему нелицензированных футбольных агентов в южноафриканском футболе. В качестве футбольного агента Матханг-Чабусе представляла Джастина Шонгу, а также работала с Тембинкоси Лорчем.
В 2013 году Матханг-Чабусе была включена в список молодых южноафриканцев Mail&Guardian. В 2015 году Матханг-Чабусе была включена в список 100 женщин Би-би-си. В 2016 году она была удостоена награды Glamour Women of the Year в категории Business. Матханг-Чабусе участвовала в судебном процессе по поводу вычета очков, которые определили исход Первого национального дивизиона 2020-21. Она была адвокатом команды «Сехухун Юнайтед», которая успешно набрала три очка и в результате выиграла в лиге.